# Rhein-Center Köln
Het Rhein-Center Köln is een winkelcentrum in het Keulse stadsdeel Lindenthal in de wijk Weiden. Het centrum werd geopend op 9 maart 1972 en was bij de opening het vierde grote winkelcentrum in zijn soort in de Bondsrepubliek Duitsland.

## Geschiedenis
De wijk Weiden was destijds nog nauwelijks bebouwd en werd gekenmerkt door akkers en weilanden. "Waar nog geen jaar geleden de schapen graasden, wordt vandaag het winkelcentrum geopend", schreef de Kölner Stadt-Anzeiger op 9 maart 1972. De locatie in Weiden was economisch veelbelovend, omdat de wijk zich zou ontwikkelen van een dorp tot een dichtbevolkte buitenwijk van Keulen. Het centrum maar voorbeeld van de Amerikaanse malls werd ontwikkeld door ECE Projektmanagement GmbH voor een bedrag van 50 miljoen D-Mark.
In het Rhein-Center waren bij aanvang 60 winkels gehuisvest, die producten in de midden- tot hogere prijsklasse aanboden. Naast gratis parkeren werden diensten zoals autowassen en tanken aangeboden. De horecagelegenheden in het centrum waren op zondag open en er mocht in het gerookt worden. Er was een kinderparadijs met draaimolens en speeltoestellen. De geplande en reeds in aanbouw zijnde hoogbouw rondom het winkelcentrum garandeerde alleen al uit het directe verzorgingsgebied een groot aantal kopers. Bovendien zou er een directe verbinding met de S-Bahn komen, die pas 30 jaar later gerealiseerd was.
In 1976 werd het centrum uitgebreid op het terrein van de voormalige Wohnwelt; er werd een derde winkelstraat geopend en een parkeerdek gerealiseerd.
Na renovatie- en uitbreidingswerken in 1995 en 2008 heeft het Rhein-Center een verkoopoppervlakte van 40.000m², verdeeld over drie niveaus. 
In de loop der tijd is het aantal winkels toegenomen tot 180 (stand januari 2016).  In de kelder is een zelfstandige horecaruimte gebouwd. 
Het centrum wordt nog altijd geëxploiteerd door ECE Projektmanagement GmbH.